# Château Margaux
Pour les articles homonymes, voir Margaux.
Le château Margaux est un domaine viticole de la commune éponyme de Margaux s'étendant sur 262 hectares en appellation margaux située dans le Médoc du vignoble de Bordeaux.
Château Margaux est un « premier grand cru classé » selon la classification officielle des vins de Bordeaux de 1855 et partage cette rare distinction avec le château Lafite Rothschild, le château Latour, le château Mouton-Rothschild et le château Haut-Brion.

## Histoire
Les premières traces du château remontent au XIIIe siècle avec la mention d'une forteresse connue sous le nom de « château de La Mothe Margaux »,.
Propriétaire depuis 1801, le marquis Douat de La Colonilla qui fit démolir l'antique château fort et l'ensemble des anciens bâtiments sauf l'orangerie datant du XVIIIe siècle qui servira de chai pendant les travaux, les canaux et les douves sont également comblés,.
Le château actuel est de style néo-palladien et a été bâti entre 1810 et 1815,. C'est l'édifice d'architecture néoclassique le plus important du Bordelais.
Il a été conçu par l'architecte Louis Combes,, sur quatre niveaux agrémentés de larges baies. La façade principale est constituée d'un péristyle colossal de quatre colonnes ioniques, surmonté d'un fronton triangulaire.

Illustrations du château Margaux au XIXe siècle
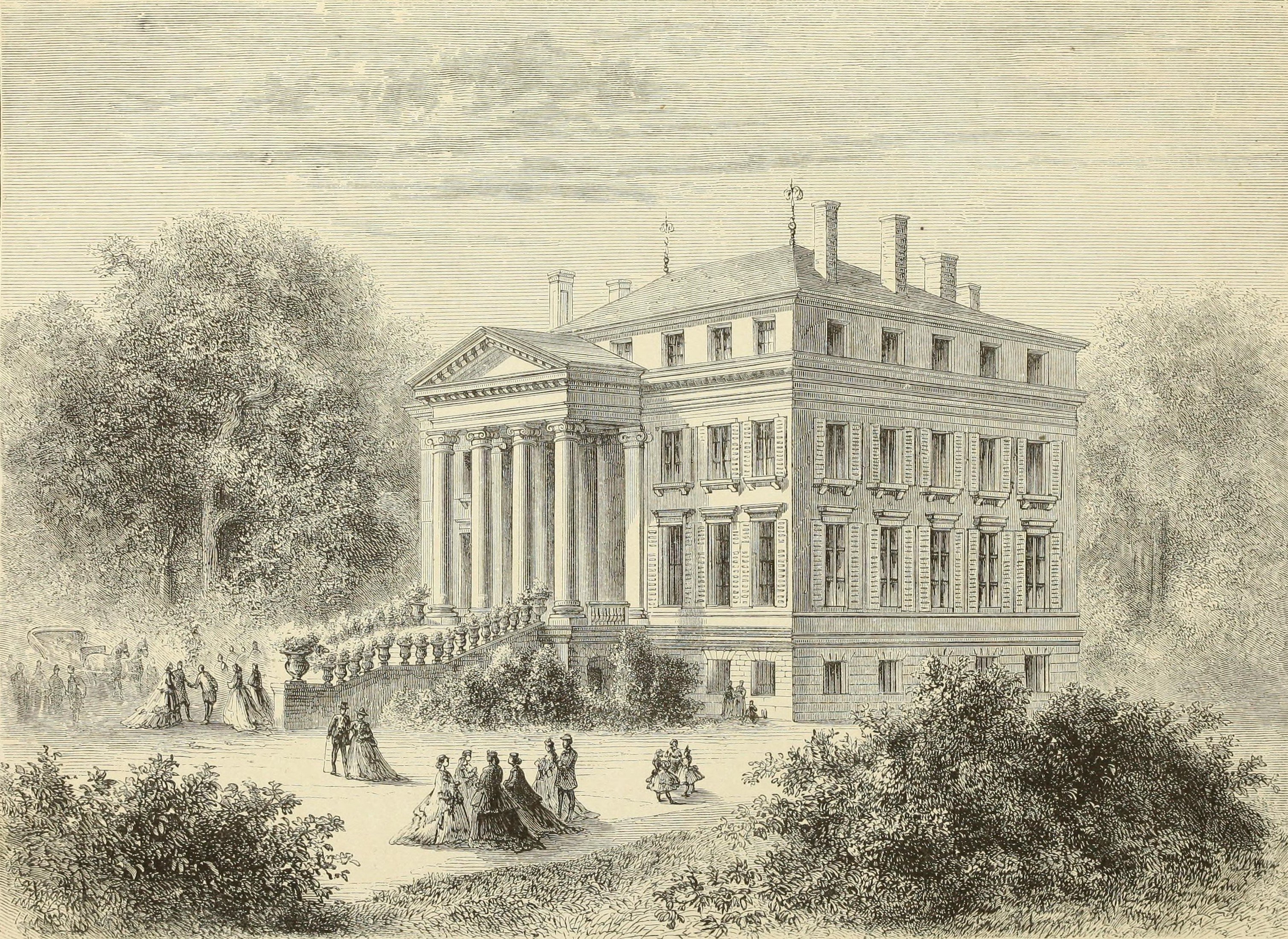
En 1868 par Charles Lallemand.
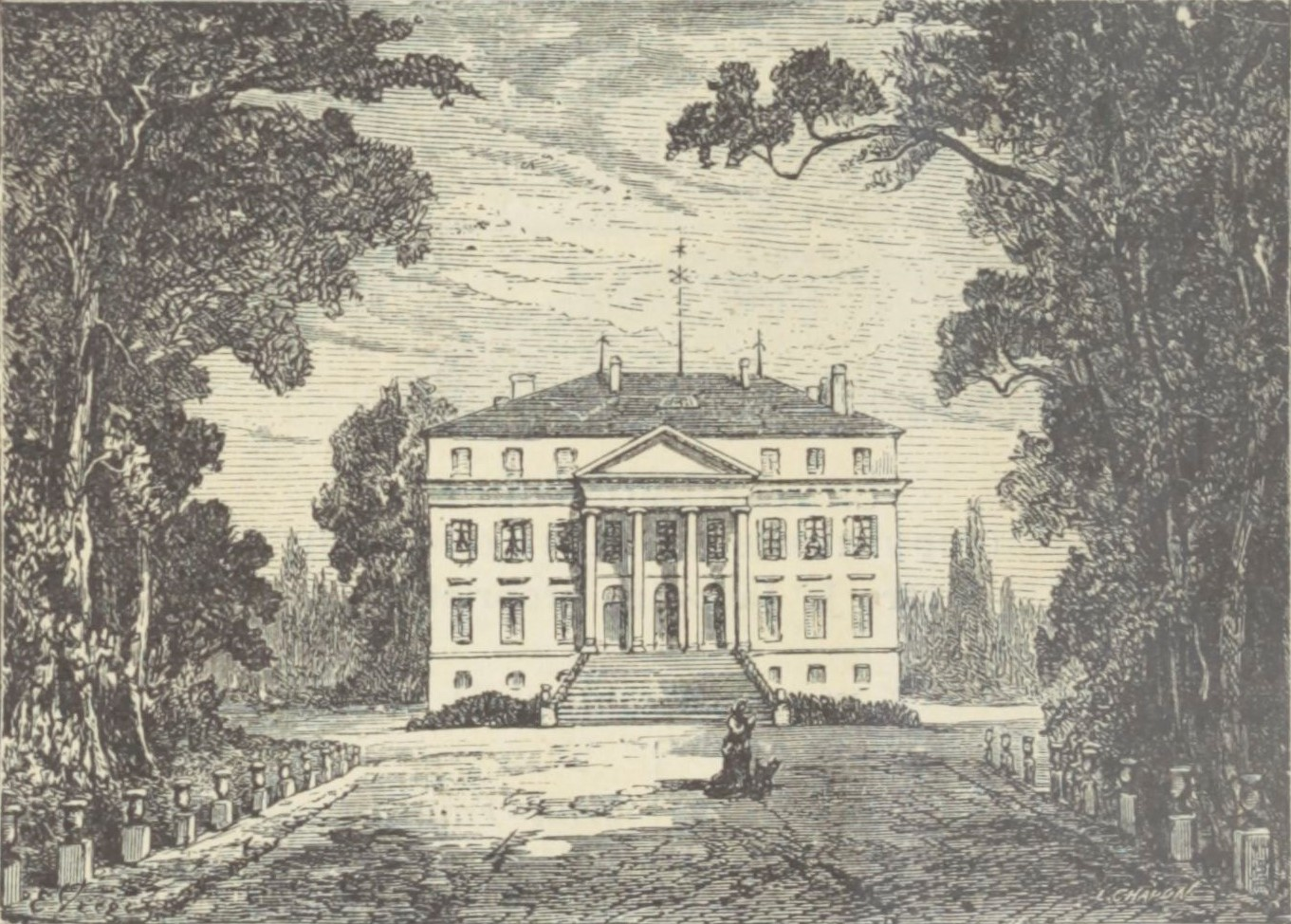
En 1898 par Eugène Vergez.

Les chais, d'une longueur de cent mètres et d'une largeur de vingt trois mètres, possèdent une belle charpente de chêne soutenue par des colonnes doriques.
Il fait l’objet d’un classement au titre des monuments historiques depuis 1946 remplacé par un arrêté de classement en 1965,.
En 2000, Paul Pontallier crée un département de recherche et de développement au château Margaux,,.
Le 16 juin 2015, lors de la célébration du bicentenaire du château, fut inauguré un nouvel ensemble de bâtiments conçu par Lord Norman Foster, comprenant un chai d'une surface de 800 m2 construit dans le prolongement des anciens avec en son cœur le centre de recherche et développement créé par Paul Pontallier, une vinothèque souterraine, et un nouveau centre d'accueil,,,.

### Propriétaires successifs de Margaux

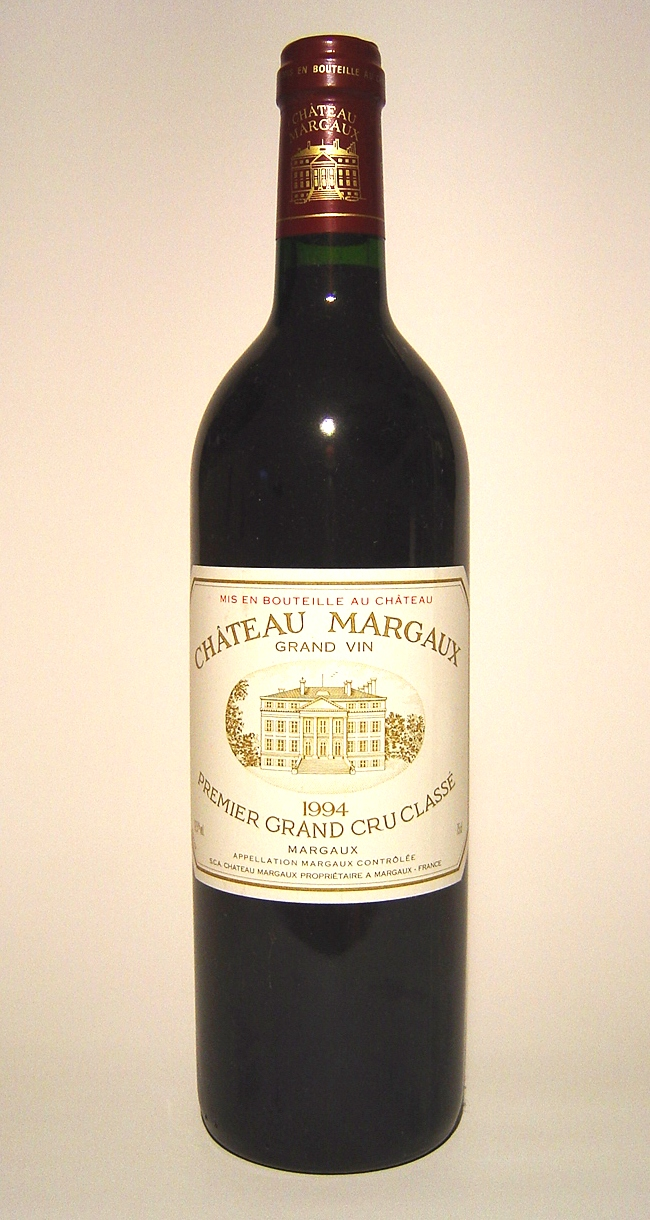
Château Margaux 1994.

Les propriétaires de Margaux, recevant le domaine par alliance ou mariage, constituent une longue lignée remontant au 24 novembre 1377, lorsque Bernard d'Albret lègue la Mothe à sa sœur Rose d'Albret, épouse de Bertrand de Montferrand. Vers 1420, est réalisée une alliance des Montferrand et des Durfort-Duras qui possèdent le château jusqu'en 1437 avec Médard de Durfort-Duras (qui a laissé son nom au château Durfort-Vivens, voisin du château Margaux). Le 26 mai 1447, François de Montferrand est qualifié de baron Margaux. En 1479, Thomas de Durfort le vend à Jean Gimel un jurat de Bordeaux. Le 24 mars 1479, la fille de Thomas de Durfort épouse Jehan de Lory qui en devient le propriétaire, puis son fils Louis de Lory en 1557. À sa mort c'est son frère Isaac qui lui succède.
Olive de Lestonnac achète en 1610 la maison noble de Lamothe-Margaux. Elle en prend possession les 23 octobre et 8 novembre 1610 et la garde toute sa vie. Le père d'Olive, Pierre II de Lestonnac, avait acheté des terres proches, mais c'est bien Olive, en achetant Lamothe-Margaux, c'est-à-dire le cœur du domaine, qui constitue celui-ci. Elle l'agrandit ensuite par d'autres acquisitions foncières. Elle y vit une partie de l'année et c'est là qu'elle meurt. 
Si le château Margaux actuel date du XIXe siècle, il a été précédé par une maison noble, où Olive de Lestonnac fait réaliser des travaux d'aménagement, passant elle-même les contrats avec les différentes entreprises. À son époque, le château est constitué d'un logis central flanqué de deux pavillons carrés, comportant un rez-de-chaussée et un premier étage. Olive de Lestonnac cherche à la fois à lui donner plus de majesté et à améliorer le confort. Elle fait construire un grand portail à l'entrée de la cour, un perron et une chapelle à l'étage. Elle fait remplacer les cheminées et percer des fenêtres. Un jardin remarquable jouxte la maison,. Les terres du domaine sont principalement des vignes, alors que le vin du Médoc est de plus en plus apprécié, mais on y pratique aussi diverses cultures de grains et il comporte aussi des prés et des bois. Le mode de mise en valeur est mal connu, si ce n'est quelques baux à mi-fruit passés avec des métayers, dans des conditions peu avantageuses pour ces derniers. 
À la mort sans enfant d'Olive de Lestonnac en 1652, ses biens sont partagés entre différents membres de sa famille et de celle de son mari. Le domaine de Margaux passe à son cousin Pierre de Lestonnac, puis au fils de celui-ci, Jean-Denis d'Aulède de Lestonnac, premier président du Parlement de Bordeaux et également propriétaire du château Haut-Brion. Il est nommé officiellement baron de la Mothe à la mort de sa tante en 1658. Le 2 août 1682, la fille de Jean-Denis épouse le comte Joseph de Fumel. Le château reste dans la famille jusqu'en 1768.
En 1770, le comte Élie du Barry devient seigneur de Margaux par son mariage avec la demoiselle Laure de Fumel, nièce de Joseph. Le comte du Barry changea son titre en comte d'Argicourt (dû à l'éclat que la comtesse donnait à son nom). En 1793, les Argicourt émigrèrent, certains périrent sur l'échafaud dont Élie du Barry. Le château est confisqué par les révolutionnaires et vendu en 1802 comme bien national au bénéfice partiel de Laure de Fumel, dernière héritière.
Le 14 février 1802, le château est vendu aux enchères à Bertrand Douat, correspondant à Bilbao de la Banque de San Carlos, qui se présentait comme marquis de la Colonilla, pour 652 000 francs qui en 1810 le fait reconstruire dans le style néo-classique par Louis Combes et en fait réaménager le parc par Toussaint-Yves Catros. À sa mort en septembre 1816 à Ambès (Gironde), il est légué à ses quatre enfants : Thomas, Antoine, Joséphine et Marguerite.
Le 17 août 1835, Margaux mis en vente est acquis pour 1 300 000 francs par Alexandre Aguado un banquier d'origine espagnole, courtier de la Couronne espagnole, Alejandro Maria Aguado (Séville 1784-Gijon 1842), issu d'une famille sévillane ; il s'est installé à Paris en 1828 et a été naturalisé français; il fait décorer la grande villa néo-palladienne « selon le goût hétéroclite et confortable du règne de Napoléon III » (Faith, op.cit) tout en respectant ses aménagements originels, il y séjourne pendant les vendanges et y invite ses amis comme le compositeur Rossini. Financier, collectionneur et vivant mondainement à Paris, Aguado se présente aussi en Espagne comme un ilustrado, inspiré par l'esprit des Lumières, qui projette d'assainir et de drainer les marais du Guadalquivir, rationalise des exploitations minières près de Gijon. Il est fait marquis espagnol de Las Marismas del Guadalquivir (es) par le roi Fernando VII en 1829. Il est le père d'un pionnier de la photographie, Olympe Alexandre Aguado, « comte » puis IIe marquis et d'Onésipe, dit « vicomte Aguado », les deux familiers de l'impératrice Eugénie.
En 1879, Frédéric Pillet-Will, régent de la Banque de France, acquiert le domaine à la bru du banquier Alexandre Aguado, Claire Émilie Mac Donnel, marquise veuve De Las Marismas, ancienne dame du Palais de l'impératrice Eugénie (son portrait par Winterhalter est au château de Versailles), pour 5 000 000 francs-or ; il investit des sommes importantes pour rendre tout son éclat à la propriété, mais ses efforts sont anéantis par le phylloxéra. C'est lui qui lance le concept de deuxième vin en créant le Pavillon rouge de château Margaux.
Son gendre, le duc Louis Charles Marie de La Trémoille, devint par mariage « seigneur de Margaux » jusqu'à sa mort en 1921 et en 1925 le domaine est vendu à une société d'actionnaires ayant à sa tête Pierre Moreau, courtier en vins et homme de confiance du duc de La Trémoille.
Vers 1950 Fernand Ginestet, important négociant de vins de Bordeaux, se porte acquéreur du domaine et charge son fils Pierre de s'occuper du négoce.
En 1977, André Mentzelopoulos achète à la famille Ginestet l'ensemble du domaine et le restaure. Ces investissements marquent le retour de Château Margaux au rang des Premiers Crus. En poursuivant le programme d’investissement défini par son père, Corinne Mentzelopoulos, dans les années qui suivent la disparition d'André, va réussir à faire face à l’explosion de la demande pour les grands vins de Bordeaux à partir de 1982.
En 1990, Philippe Bascaules (ingénieur agronome de formation) rejoint le domaine en tant que directeur d'exploitation,.
Corinne Mentzelopoulos s’associe en 1990 à la famille Agnelli, qui détient la majorité, avec 75 % du capital de château Margaux. Cette association va durer jusqu'en 2003, date du décès de Giovanni Agnelli. Le groupe italien revend alors ses parts à Corinne Mentzelopoulos qui redevient l’unique actionnaire du domaine.
Le prix du rachat aurait été de 350 millions d'euros. Corinne Mentzelopoulos dirigeait le domaine avec l'aide de l'œnologue Paul Pontallier (1956-2016),, entré à Château-Margaux en 1983 et devenu directeur général en 1990.
En 2000, Philippe Bascaules est le directeur technique du domaine, puis en 2017, il succède à Paul Pontallier à la direction du domaine Château-Margaux et continue de superviser le domaine d'Inglenook en Californie.

Château Margaux en images
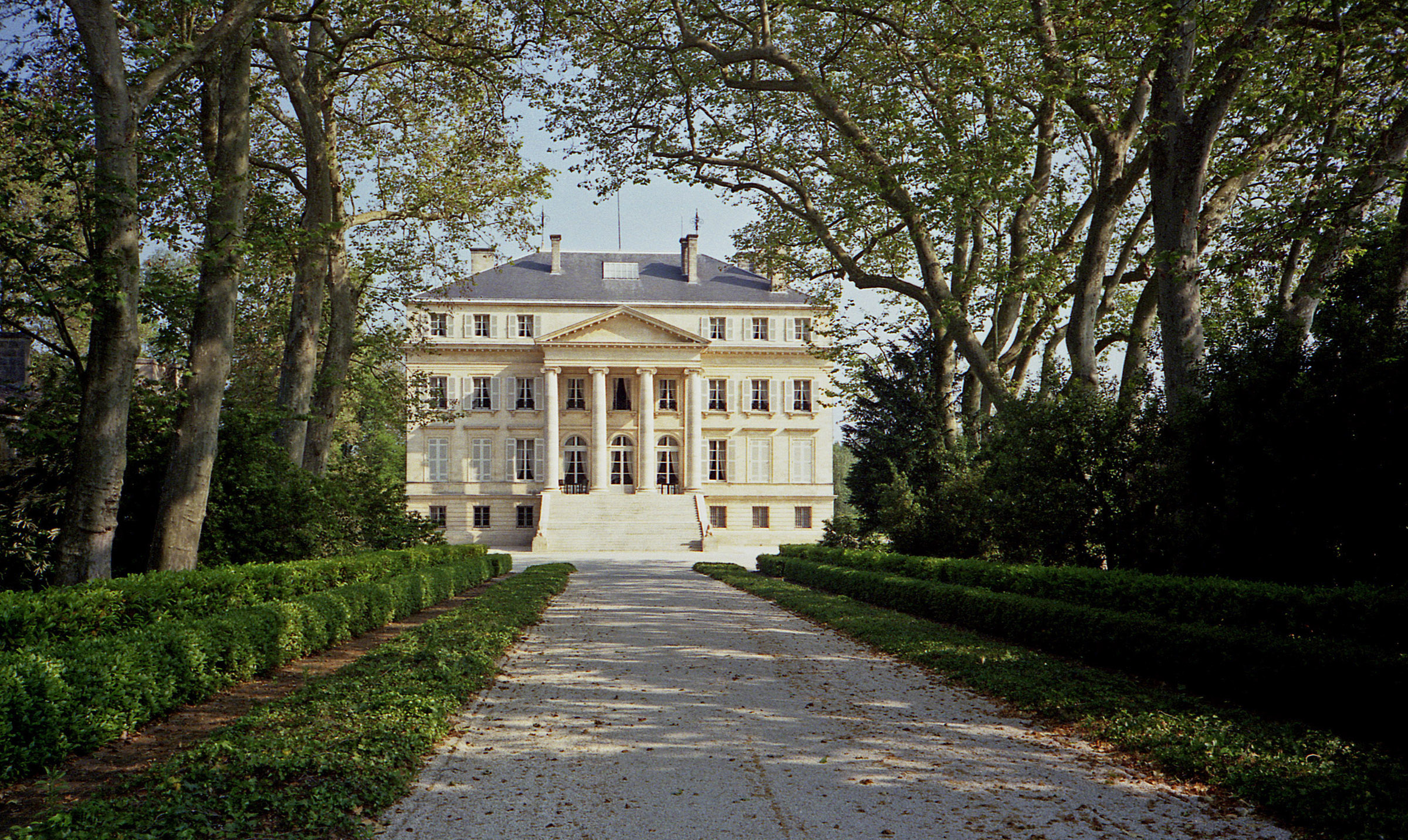
L'allée menant au château.
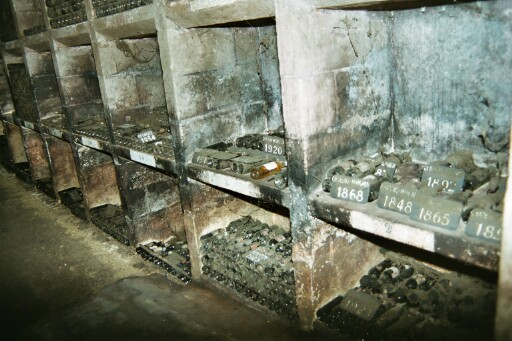
Cave du château contenant les très vieux millésimes.
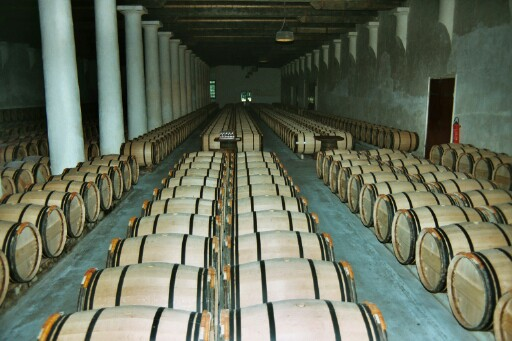
Chai d'élevage et ses fûts de chêne.
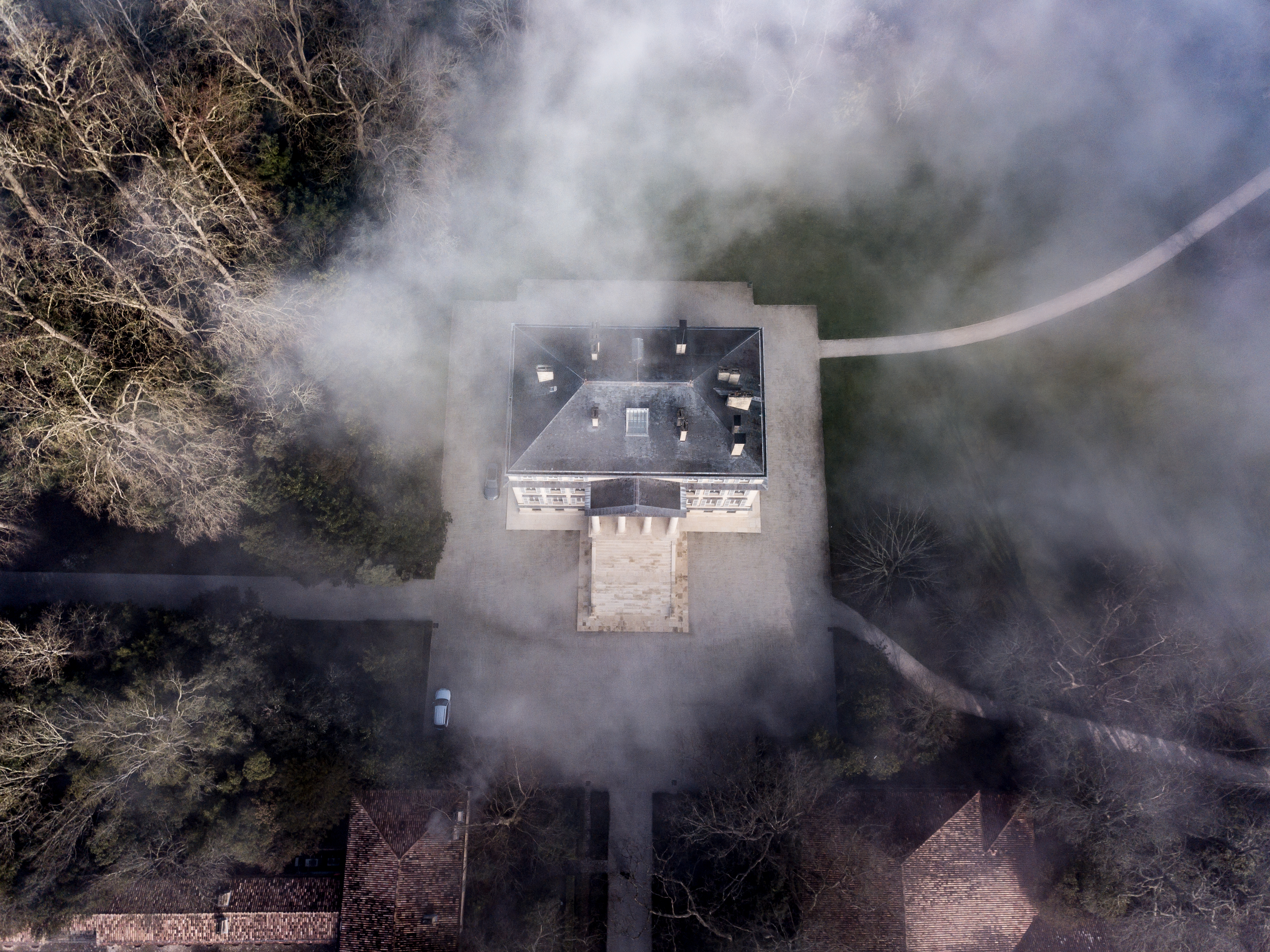
Vue aérienne du château Margaux en hiver.

## Vignoble
Les sols sont constitués par des graves günziennes moyennes et fines, d'origine garonnaise ancienne et d'une épaisseur de 4 à 11 mètres. Les graves sont parfois mêlées d'argile. La légende dit que la densité des graves du sol y est tellement grande qu'elle permet d'y creuser un puits sans empierrage. Dans les parties basses, on trouve des zones calcaires, de la molasse de Plassac.
Le vignoble représente 99 ha. 87 ha sont dédiés aux vins rouges pour une production annuelle avoisinant les 200 000 bouteilles. L'encépagement est classique en cabernet sauvignon (75 %), merlot (20 %), cabernet franc (2 %) et petit verdot (3 %). 12 hectares sont plantés en sauvignon blanc destinés au vin blanc « Pavillon Blanc » de Margaux.

## Vins

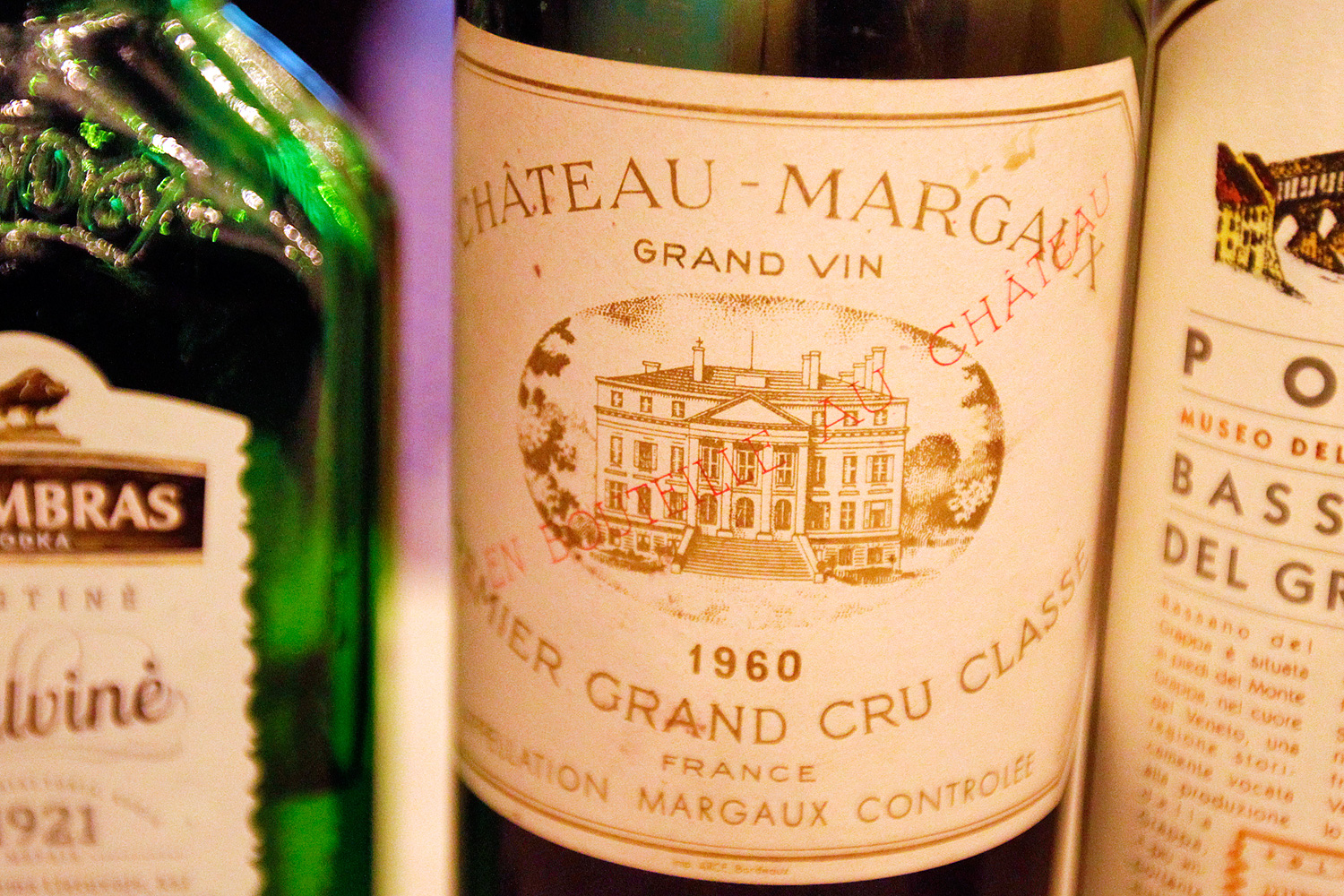
Étiquette du château Margaux 1960.

En plus de son grand vin, le « Château Margaux », le domaine produit également un second vin, le « Pavillon Rouge du Château Margaux », et depuis 2009, un troisième vin nommé « Margaux du Château Margaux ». Enfin, le Château produit aussi un vin blanc appelé « Pavillon Blanc du Château Margaux » qui ne peut pas prétendre à l'appellation margaux, restreinte aux vins rouges. Il possède donc une appellation bordeaux générique.

### Grands millésimes
Parmi les plus récents, les meilleurs millésimes sont 2019, 2018, 2016, 2015, 2010, 2009, 2005, 2003, 2000, 1996, 1990, 1989, 1985, 1983 et 1982. Des millésimes de légende ont fait la réputation du cru tels que le château Margaux 1900, 1928, 1937, 1945 ou l'exceptionnel « 1961, un vin bâti pour l'éternité ». Le cru 1848 qui fait suite à un été sec est aussi cité comme un bon millésime.
Les millésimes 1900, 1990, 1996 ont été gratifiés de la note de 100/100 par Robert Parker.

### Prix
Les prix du grand vin de château Margaux s'échelonnent d'environ 250 euros pour les millésimes les moins recherchés comme 1967, 1975, 1992 ou 1997 jusqu'à plusieurs milliers d'euros pour les grands millésimes anciens.
| Millésimes          | 1870   | 1893   | 1900   | 1928  | 1937  | 1945  | 1961  | 1982 | 1983 | 1985 | 1989 | 1990  | 1996 | 2000  | 2003 | 2005 |
| ------------------- | ------ | ------ | ------ | ----- | ----- | ----- | ----- | ---- | ---- | ---- | ---- | ----- | ---- | ----- | ---- | ---- |
| Prix moyen en euros | 22 750 | 20 675 | 16 300 | 2 200 | 1 100 | 2 800 | 1 350 | 940  | 550  | 550  | 565  | 1 130 | 860  | 1 000 | 615  | 970  |

## Château Margaux dans la culture
Le manoir de Kronstad (no), en Norvège, présente une façade largement inspirée de celle de château Margaux. Les travaux de modification de ce manoir ont eu lieu en 1844. Son propriétaire de l'époque, Joachim Friele, importait du vin, et, par ce biais, connaissait le château.[réf. nécessaire]
Chateau Margaux (es) est une zarzuela, opéra comique en un acte, avec musique de Manuel Fernández Caballero et livret de José Jackson Veyán. La première eut lieu au Teatro Variedades à Madrid, le 5 octobre 1887.
L'écrivain américain Ernest Hemingway, prix Nobel de littérature, aimait particulièrement le vin de château Margaux. Sa petite fille Margot Hemingway à l'état civil, choisit de porter le prénom orthographié en « Margaux », lorsqu'elle a appris que ses parents lors de sa conception, avaient consommé du château Margaux,,.